# Staffordshire
Staffordshire (ˈstæfərdʃər vagy ˈstæfərdʃɪər, röviden Staffs) megye Közép-Angliában. a megye központja Stafford városa. A Nemzeti Erdő egy része a megye határain belül terül el. a szomszédos megyék: Cheshire, Derbyshire, Leicestershire, Warwickshire, West Midlands, Worcestershire és Shropshire.
Staffordhsire legnagyobb települése Stoke-on-Trent. Lichfieldnek is van city státusa, az egy kisebb katedrális-város. A kicsivel nagyobb Wolverhampton és Walsall szintén Staffordshire-hez tartoztak 1974-ig, de most West Midlands megyéhez tartoznak. Nagyobb városok még Burton upon Trent, Newcastle-under-Lyme, Cannock, Tamworth és Stafford maga.

## Közigazgatása
Staffordshire kilenc részre van osztva: Cannock Chase, Kelet-Staffordshire, Lichfield, Newcastle-under-Lyme, Dél-Staffordshire, Stafford, Staffordshire Moorlands és Tamworth. Stoke-on-Trent egységes hatóságként van nyilvántartva.

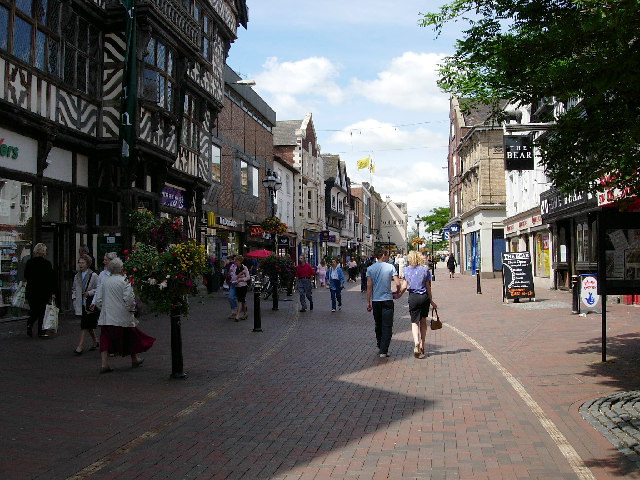
Stafford központja

|  | 1. City of Stoke-on-Trent (egységes hatóság) 2. Newcastle-under-Lyme 3. Staffordshire Moorlands 4. Stafford 5. East Staffordshire 6. South Staffordshire 7. Cannock Chase 8. Lichfield 9. Tamworth |